# 深圳書城

深圳书城Logo

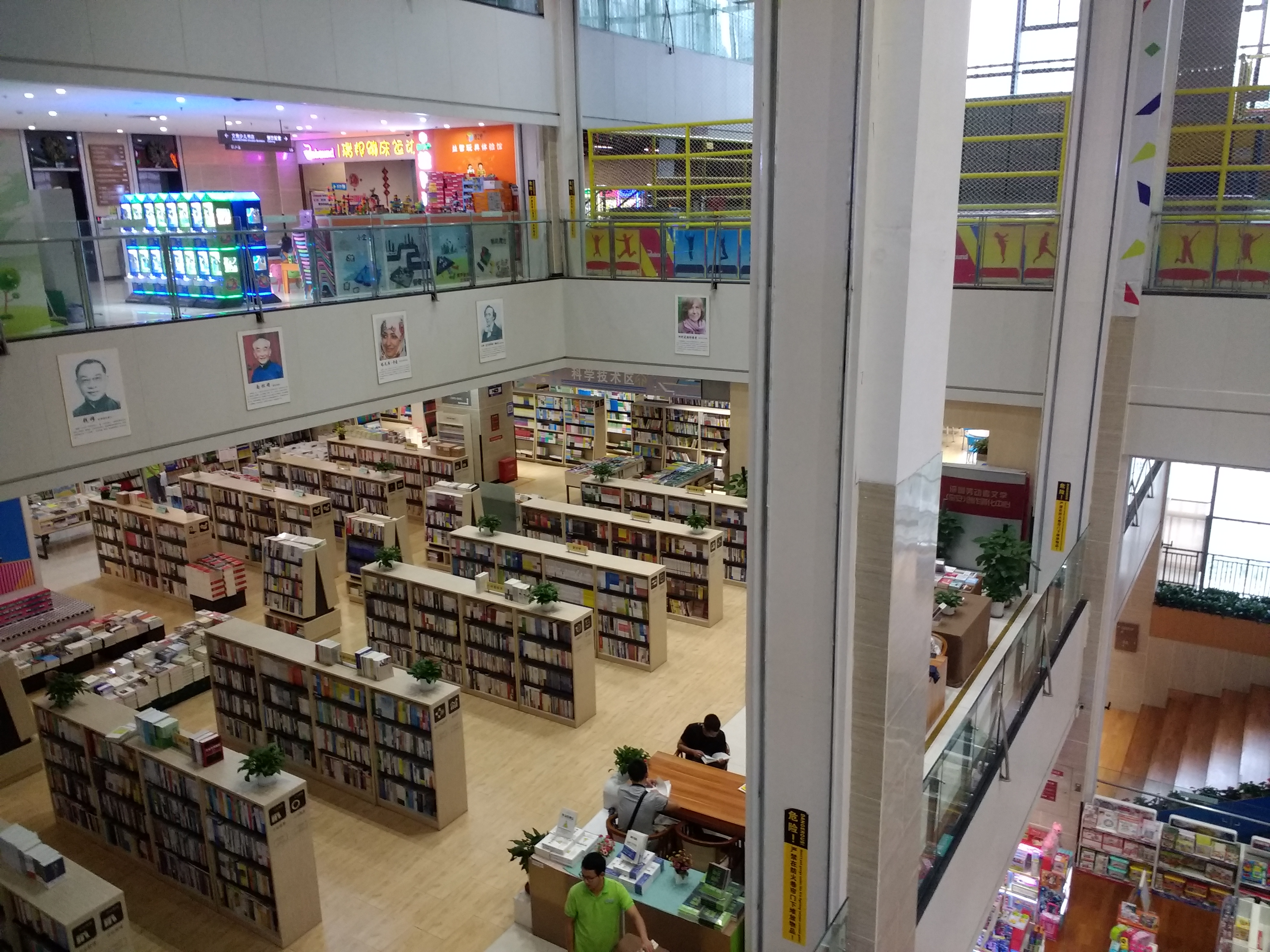
深圳书城宝安城

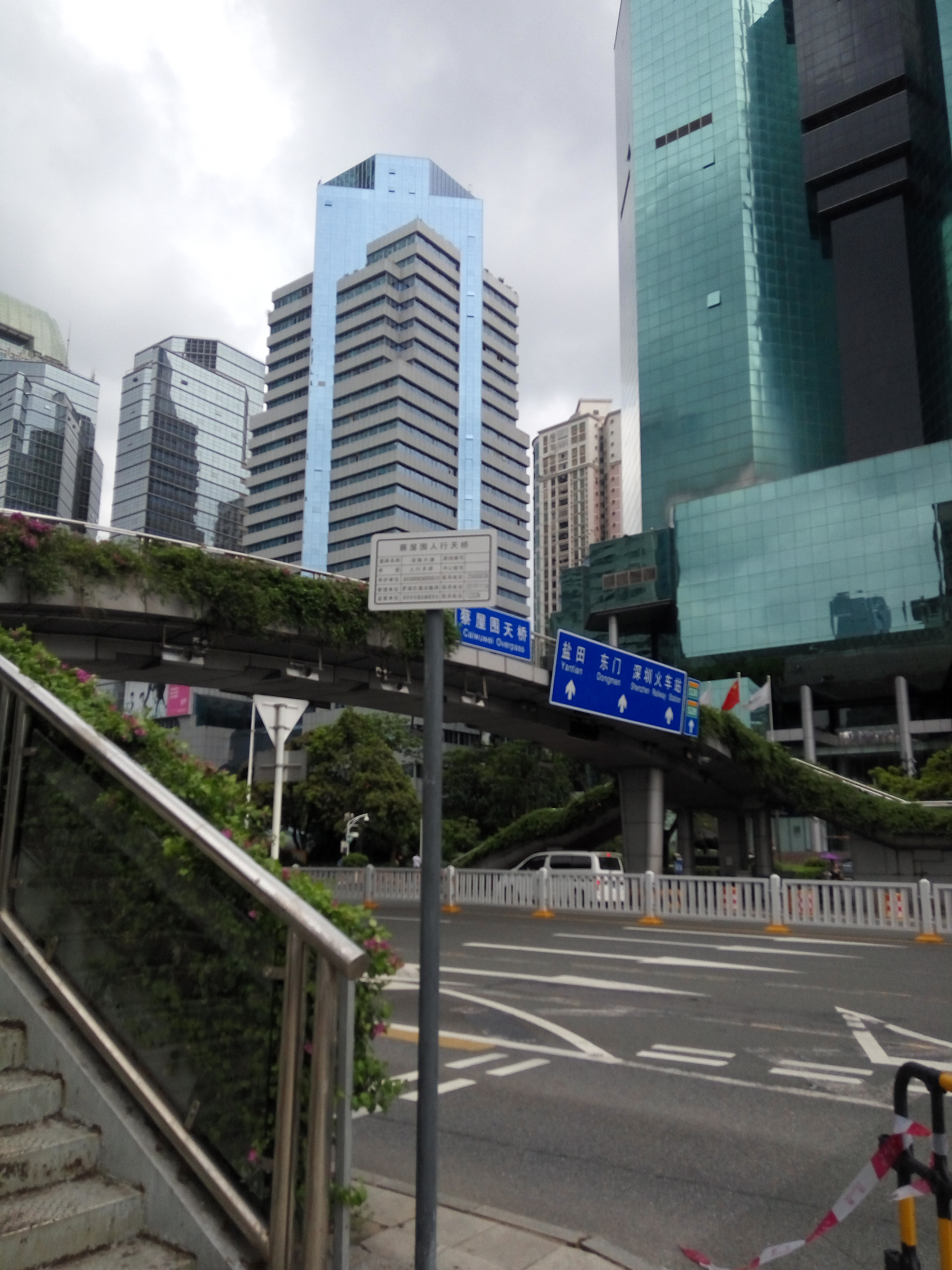
深圳书城罗湖城，建筑物又称金山大厦

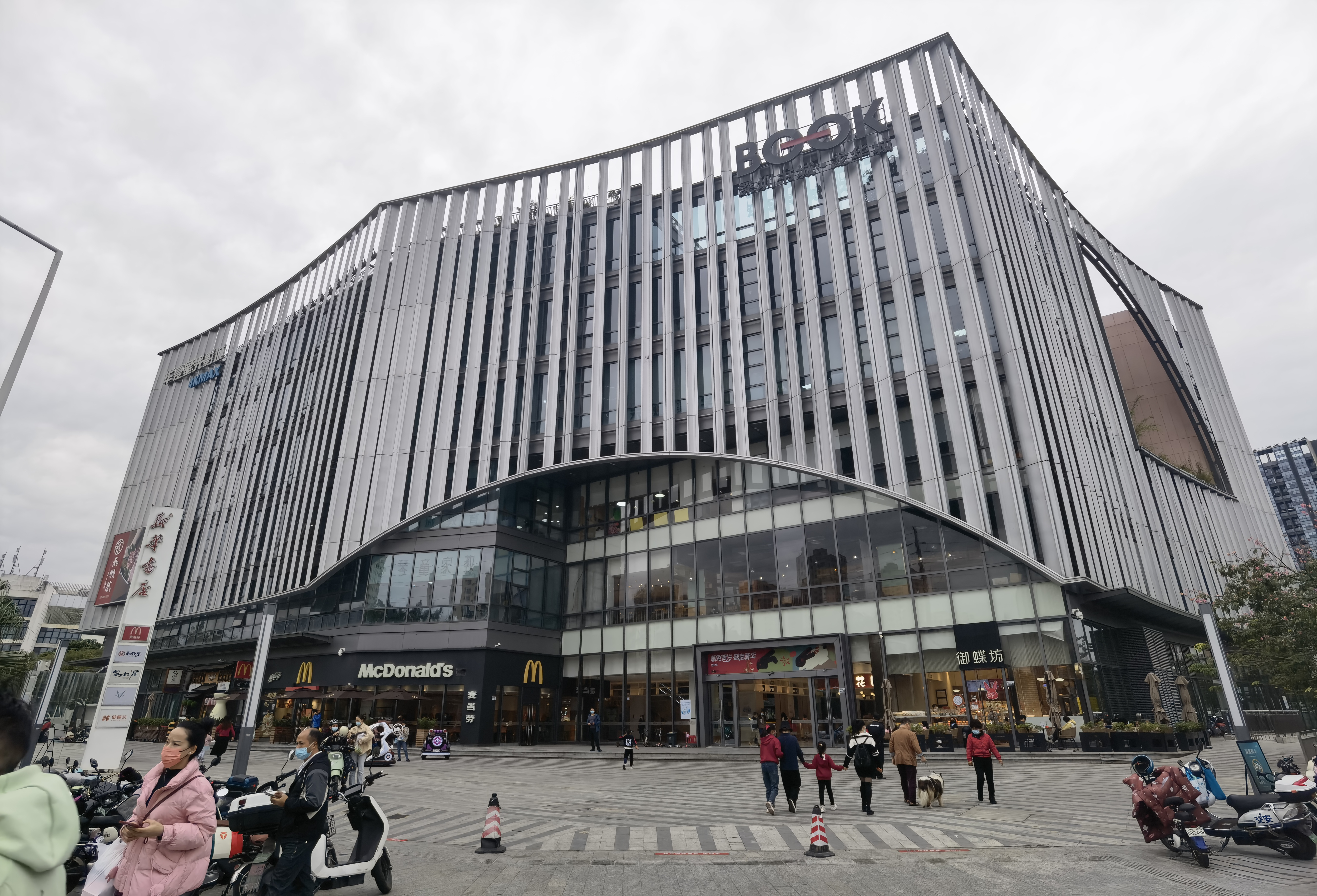
深圳书城龙华城

深圳書城是一個以文化為主題的深圳商場品牌，隸屬於深圳出版發行集團，為國有全資及獨立核算的文化公司。

## 旗下書城
目前深圳書城共有七間書城。
- 深圳書城羅湖城，在羅湖區深南东路5033号金山大廈，近深圳地鐵大劇院站，為最早開業的深圳書城。
- 深圳書城南山城，在南山区南海大道2748號。
- 深圳書城中心城，在福田區福中一路，是深圳書城旗下最大的書城。
- 深圳書城寶安城，在寶安區沙井街道中心路，鄰近深圳地鐵11號線沙井站，於2015年5月15日開業。寶安城總建築面積約38,000平方米[3]，除引入華夏星光影城、食肆等商戶外，亦在書城內引入移動支付、智能定位等技術。
- 深圳書城龍崗城，在龍崗區龍城廣場西南側红立方，於2017年7月18日開業，面積約35,000平方米[4]。
- 深圳書城龍華城，在龍華區梅龙大道1389号，鄰近深圳地鐵4號線清湖站，建築面積達四萬六千平方米，于2019年12月31日開業[5]。
- 深圳書城灣區城 ，仍在興建中的灣區城書城位於寶安中心區海濱廣場二、三期，總建築面積達14萬平方米。

## 外部連結
- 深圳書城